# Twierskaja
Twierskaja (ros. Тверская), do 5 listopada 1990 Gorkowskaja (ros. Горьковская) – stacja linii Zamoskworieckiej metra moskiewskiego, otwarta 20 lipca 1979 roku.
Stacja jest połączona ze stacją Puszkinskaja na linii Tagańsko-Krasnopriesnieńskiej i stacją Czechowskaja na linii Sierpuchowsko-Timiriaziewskiej.